# Сэйдокайкан
Сэйдокайкан (яп. 正道会館) — контактный стиль карате, основанный в 1980 году мастером Кадзуёси Исии.

## История
В 1980 году Исии оставил Кёкусинкай, чтобы присоединиться к Асихара-карате, но уже через несколько месяцев он уехал, чтобы сформировать свой собственный стиль Сэйдокайкан. Школа Сейдокайкан провела несколько успешных соревнований против других боевых искусств на основе правил Кёкусинкай. В Сейдокайкан, в отличие от Кёкусинкай разрешены захваты. В 1993 году Исии с многими своими учениками основал стиль кикбоксинга К-1. Сэйдокайкан имеет свои школы во многих странах мира, включая Австралию.